# Kvark c
Kvark c (tudi čarobni, čarni ali šarmantni kvark) (oznaka {\displaystyle c\,}) je eden izmed osnovnih delcev, ki pripada družini kvarkov (drugi generaciji). Ima električni naboj enak +2/3 in maso okoli 1,27 GeV/c2. Prištevamo ga med fermione s spinom 1/2. Njegov antidelec je antikvark c (ima naboj -2/3). Podobno kot drugi kvarki, nosi enega izmed treh barvnih nabojev. 

## Zgodovina
Obstoj četrtega kvarka so predvidevali mnogi že v letu 1964. To sta bila na primer ameriška fizika James Bjorken (rojen 1934) in Sheldon Lee Glashow (rojen 1932) ter grški fizik John Iliopoulos (rojen 1940) in italijanski fizik Luciano Maiani (rojen 1941) .
Prvi odkriti čarobni delec je bil mezon J/Ψ, ki so ga odkrili v Centru linearnega pospeševalnika v Stanfordu (SLAC) pod vodstvom ameriškega fizika Burtona Richterja (rojen 1931). Neodvisno so delec J/ψ odkrili tudi v Brookhavenskem narodnem laboratoriju (Brookhaven National Laboratory ali BNL) pod vodstvom fizika Samuela Tinga (rojen 1936).

## Hadroni s kvarki c
Nekateri hadroni vsebujejo kvarke c :
- mezon D vsebuje c kvark ali njegov antidelec in kvark u ali kvark d
- mezon Ds vsebuje kvark c in kvark s
- znanih je večje število čarmonijev (primer mezon J/Ψ), ki ga sestavljata kvark c in njegov antidelec.
- opazili so tudi čarobne barione, ki jih označujemo podobno kot čudne barione (primer :Λ+c).